# Source Sans
Source Sans Pro es una tipografía Sans serif diseñada por Paul D. Hunt para Adobe. Es la primera familia tipográfica de código abierto de Adobe, distribuida bajo la licencia SIL Open Font License .
La tipografía está inspirada en las formas de las tipografías Sans serif góticas de la American Type Foundry por Morris Fuller Benton, como News Gothic, Lightline Gothic y Franklin Gothic, que han sido modificadas con una altura x mayor y con un ancho de caracteres y formas de letras cursivas más influenciadas por las formas humanistas. Está disponible en seis pesos (Normal, Extra-Ligero, Ligero, seminegrita, negrita, negra) en estilos romana y cursiva, también está disponible como fuente variable con un rango de peso continuo que va del 200 al 900. El tipo de letra tiene un amplio soporte de idiomas para la escritura latina, incluidos los idiomas de Europa occidental y oriental, el vietnamita, chino pinyin y navajo. El Material de Capacitación de Adobe lo destaca por tener un color tipográfico más consistente en la página que el diseño bastante condensado de News Gothic en el que se basa.